# Werner Gerlach
Werner Gerlach (* 4. September 1891 in Wiesbaden; † 31. August 1963 in Kempten (Allgäu)) war ein deutscher Pathologe, SS-Brigadeführer ehrenhalber und Diplomat.

## Leben
Werner Gerlach wurde als Sohn des Bakteriologen und Hygienikers Valentin Gerlach und seiner Ehefrau Marie geb. Niederhaeuser geboren. Er besuchte das humanistische Gymnasium (heute: Diltheyschule) in Wiesbaden, das er 1910 mit dem Abitur abschloss. Direkt im Anschluss, zwischen April und Oktober 1910, leistete er den Militärdienst in Tübingen ab. Er studierte Medizin an den Universitäten Tübingen und München. Er wurde Mitglied des Corps Borussia Tübingen (1911) und des Corps Saxonia Jena (1937).
Während des Ersten Weltkrieges war er in der Krankentransportabteilung der 6. Armee und in verschiedenen Sanitätskompanien an der Westfront eingesetzt. Gerlach wurde mit dem Eisernen Kreuz I. Klasse ausgezeichnet. 1917 legte er während eines Fronturlaubs das Staatsexamen ab und promovierte zum Dr. med. Von 1917 bis 1919 war Gerlach zuletzt Stabsarzt bei der Militärmission in der Türkei (Lazarett Haidar Pascha) und wurde dort mit dem Eisernen Halbmond ausgezeichnet.
Nach seinem Heeresdienst 1919 Assistent bei Georg Schmorl in Dresden. 1920 wurde er Assistent bei Gotthold Herxheimer am Pathologischen Institut des Städtischen Krankenhauses in Wiesbaden. Ende 1920 erhielt er eine Assistentenstelle bei Robert Rössle am Pathologischen Institut der Universität Jena und war dort ab 1921 Prosektor. Mit seinem Mentor Rössle ging Gerlach 1922 in die Schweiz, wo er bis 1924 als Prosektor an der Universität Basel arbeitete. 1923 habilitierte er sich dort für das Fach Pathologie. Ab 1924 war er Leitender Oberarzt und Prosektor am Hamburger Allgemeinen Krankenhaus Barmbek. 1928 erhielt er die Venia legendi der Universität Hamburg mit Amtsbezeichnung Professor. Danach wurde er auf den Lehrstuhl für Pathologische Anatomie seines Lehrers Rössle an der Friedrichs-Universität Halle berufen. Als wissenschaftliche Verdienste Gerlachs nannte die Medizinische Fakultät seine Forschungen über Geschwülste, physiologische Studien und Arbeiten zur Genetik. Besonders wertvoll seien seine Studien über Entzündungen und das embryonale Bindegewebe. Er baute mit umfangreichen Mitteln, die im Rahmen seiner Berufung zugesichert worden waren, das Pathologische Institut um. Wegen seines „hervorragenden Lehrtalents“ löste es Bedauern aus, als er 1929 an die Universität Basel wechselte.

### Zeit des Nationalsozialismus
In Basel, wo er ab 20. September 1929 den Lehrstuhl für Pathologische Anatomie innehatte, trat Gerlach zum 1. Juli 1933 der NSDAP/AO bei (Mitgliedsnummer 1.780.666), die 1936 unter Wilhelm Gustloff über 5000 Mitglieder hatte. 1936 wurde Gerlach wegen „disziplinarwidriger nationalsozialistischer Betätigung“ entlassen. Das Appellationsgericht Basel verfügte jedoch im Frühjahr 1937 die Wiedereinstellung.
Zum 1. April 1937 wurde Gerlach von Himmler mit dem Dienstgrad eines SS-Hauptsturmführers ehrenhalber in die SS (SS-Nummer 279.438) und in Himmlers persönlichen Stab einberufen. Das Reichswissenschaftsministerium befürwortete 1937 seine Berufung auf den Lehrstuhl für Allgemeine Pathologie und Pathologische Anatomie an der „nationalsozialistischen Musteruniversität“ Jena in der Nachfolge des wegen seiner jüdischen Frau in die Schweiz emigrierten Walther Berblinger. Wenig später wurde er auf Fürsprache von Karl Astel Dekan der Medizinischen Fakultät.
Nach einem Brief Gerlachs vom 13. Oktober 1937 an den thüringischen Volksbildungsminister, wonach er den Zustand unhaltbar finde, wie die Gerichtsmedizin in Jena unter Gerhard Buhtz auf Kosten der Pathologie sektionsrelevantes Material an sich gezogen hätte, verfügte der thüringische Innenminister am 10. Februar 1938, dass sämtliche Verwaltungs- und Versicherungssektionen an die Pathologie zurückzugeben seien. Trotzdem wurden unter Buhtz' Ägide weitere Obduktionen durchgeführt, unter anderem die des angeblich von Häftlingen ermordeten SS-Rottenführers Kallweit, wobei unter anderem der Kopf der Leiche abgetrennt wurde. Himmler übte daraufhin heftige Kritik an der, wie er schrieb, „sehr pietätlose[n] Art, wie die Leichenöffnungen vorgenommen [wurden]“, und sorgte für Buhtz' Strafversetzung nach Breslau. Infolgedessen wurde Gerlach kurzzeitig zum 1. Juli bis zum 30. September 1938 auch Leiter der Gerichtsmedizin in Jena und stellte den Vorrang der Pathologie gegenüber den Rechtsmedizinern wieder her.
Nach der „Reichskristallnacht“ denunzierte Gerlach den Kollegen Ernst Giese, welcher jüdische Patienten behandelte, beim Thüringer Ärzteführer Richard Rohde.
1939 ließ sich Gerlach von seinen Lehrverpflichtungen beurlauben. Er hatte vor, ein Lehrbuch der Pathologie zu schreiben; dazu bot sich der Posten als deutscher Generalkonsul in Reykjavík an, den ihm das Auswärtige Amt anbot. Er fragte seine inzwischen fast 18-jährige Tochter Ingeborg, ob sie ihn als Schreibkraft unterstützen wolle. Ingeborg Gerlach belegte dann noch Kurse für Maschinenschreiben und Stenographie. Gerlach selbst war außerdem an paläopathologischen Forschungsthemen interessiert, die ihn lange nach dem Krieg auf einer Ostafrikareise zu Louis Leakey und seiner Frau Mary Leakey in die Olduvai-Schlucht führten. Bei seinem Übertritt in den Auswärtigen Dienst versuchte er in einem Schreiben an den Referenten Max de Crinis im Reichsministerium den (Raucher-)Krebsforscher Dietrich Eberhard Schairer (1907–1996), der seit dem 1. Mai 1939 das Institut vertretungsweise leitete, als seinen Nachfolger zu empfehlen, da dieser alle Voraussetzungen, auch „politisch“, hierfür erfülle; Schairer wurde tatsächlich 1943 zum kommissarischen Direktor bestellt und zum außerplanmäßigen Professor ernannt. Unmittelbar nach der Besetzung Islands durch die Briten am 10. Mai 1940 wurde Gerlach von Frau und Töchtern getrennt und bis zum Herbst 1940 im Tower in Einzelhaft interniert, bevor er im Herbst 1940 mit seiner Familie in Dunluce House, Ramsey (Isle of Man) mit Ehefrau und Töchtern wiedervereint wurde. Ein Jahr später wurde die Familie repatriiert.
Ab dem 5. Januar 1942 war Gerlach kommissarischer Vertreter des Auswärtigen Amts beim Reichsprotektor in Prag.
Am 10. April 1943 wurde er als Leiter des Kulturreferats an die Deutsche Botschaft in Paris versetzt. Der Botschafter Otto Abetz und der Leiter des Deutschen Instituts Karl Epting hofften bei Konflikten mit der Parteiführung Gerlach für ihre Interessen einsetzen zu können, da dieser im Herbst 1942 zum SS-Brigadeführer ehrenhalber im Persönlichen Stab des Reichsführers-SS, Heinrich Himmler, befördert worden war. Allerdings zeigte sich Gerlach „zugleich weitgehend an der kulturpolitischen Arbeit in Paris“ desinteressiert. Gerlach beteiligte sich am Kunstraub Deutschlands, wobei das Ziel die Errichtung eines „Führermuseums“ war. Gemeinsam mit Rudolf Schleier leitete Werner Gerlach im Auftrag der Deutschen Botschaft in Paris den Erwerb der Schloss-Sammlung. Zudem war er für die Information des Auswärtigen Amtes in Berlin sowie von Helmut von Hummel, Hermann Voss und Erhard Göpel zuständig. Am 15. Juli 1943 versicherte Gerlach Darquier de Pellepoix, dass die Besatzungsmächte auf alle ihre Rechte verzichten würden, und ermöglichte damit die Aufnahme der Verkaufsverhandlungen. Drei Monate später, am 19. Oktober 1943, meldete Gerlach dem Auswärtigen Amt Berlin den erfolgreichen Ankauf der Schloss-Sammlung.
Angesichts der sich Paris nähernden Amerikaner wurde im Sommer 1944 die Botschaft zuerst nach Saint-Dié-des-Vosges ausgelagert, später nach Sigmaringen. Ab September 1944 war Gerlach bis Kriegsende für die befreundeten Exilregierungen zuständig, zuerst in Berlin, später in Österreich (vermutlich Bad Aussee) und in Garmisch.

### Nachkriegszeit
Von 1945 bis 1948 war Gerlach in amerikanischer Internierung; 1947 wurde er als Zeuge im Auswärtigen-Amt-Prozess zweimal von Robert Kempner verhört (maschinenschriftliche Kopien existieren im IFZ). Nach seiner Freilassung eröffnete Gerlach 1949 in Kempten (Allgäu) ein privates pathologisches Institut. Nachrufe rühmten Gerlachs Verdienste um die Einführung der Spektralanalyse in der Medizin.

## Familie
Werner Gerlach war der jüngere Bruder des Physikers Walther Gerlach, der im Gegensatz zu ihm keinerlei Sympathien für den Nationalsozialismus hegte. Trotz ihrer unterschiedlichen politischen Einstellung gaben die beiden Brüder gemeinsame Veröffentlichungen heraus. Werner Gerlach heiratete am 11. September 1920 Henriette „Henny“ Syffert (1891–1966) und hatte mit ihr zwei Töchter: Ingeborg geb. 1921 und Eva-Maria geb. 1929.

## Schriften (Auswahl)
- Zur Frage der Histogenese der Grawitzschen Tumoren der Niere. Tübingen 1916.
- Mitautorschaft am Handbuch der speziellen pathologischen Anatomie und Histologie. Bd. 5: Verdauungsdrüsen. (Hrsg.: O. Lubarsch, F. Henke, O. Borchardt. Springer, Berlin 1929)
- (gemeinsam mit Walther Gerlach, Eugen Schweitzer und Else Riedl:) Die chemische Emissions-Spektralanalyse. Grundlagen und Methoden. Voss, Leipzig 1930.
- (gemeinsam mit Walther Gerlach:) Der Elementnachweis im Gewebe. In: Virchows Archiv. Bd. 282, H. 1, Oktober 1931.
- (gemeinsam mit Walther Gerlach:) Die chemische Emissions-Spektralanalyse. 2, Anwendung in Medizin, Chemie und Mineralogie. Voss, Leipzig 1933 (englisch 1934).
- (gemeinsam mit Walther Gerlach und Eugen Schweitzer:) Die chemische Emissionsspektralanalyse. 3 Tabellen zur qualitativen Analyse. Voss, Leipzig 1936.